# Large Professor
Large Professor, właściwie William Paul Mitchell (ur. 21 marca 1972 w Nowym Jorku) – amerykański producent i raper. Działalność muzyczną prowadzi od 1988. Dotychczas wydał pięć albumów, w tym dwie płyty instrumentalne. Był członkiem zespołu Main Source, z którym wydał dwie płyty. Współpracował m.in. z Nasem, Akinyele i Rakimem.

## Dyskografia

### Albumy solowe
- 1st Class (2002)
- Main Source (2008)
- The LP (2009)
- Professor @ Large 2012)
- Re:living (2015)

### Albumy instrumentalne
- Beatz Volume 1 (2006)
- Beatz Volume 2 (2007)

### Main Source
- Breaking Atoms (1991)
- Fuck What You Think (1994)